# Kloster Schipka

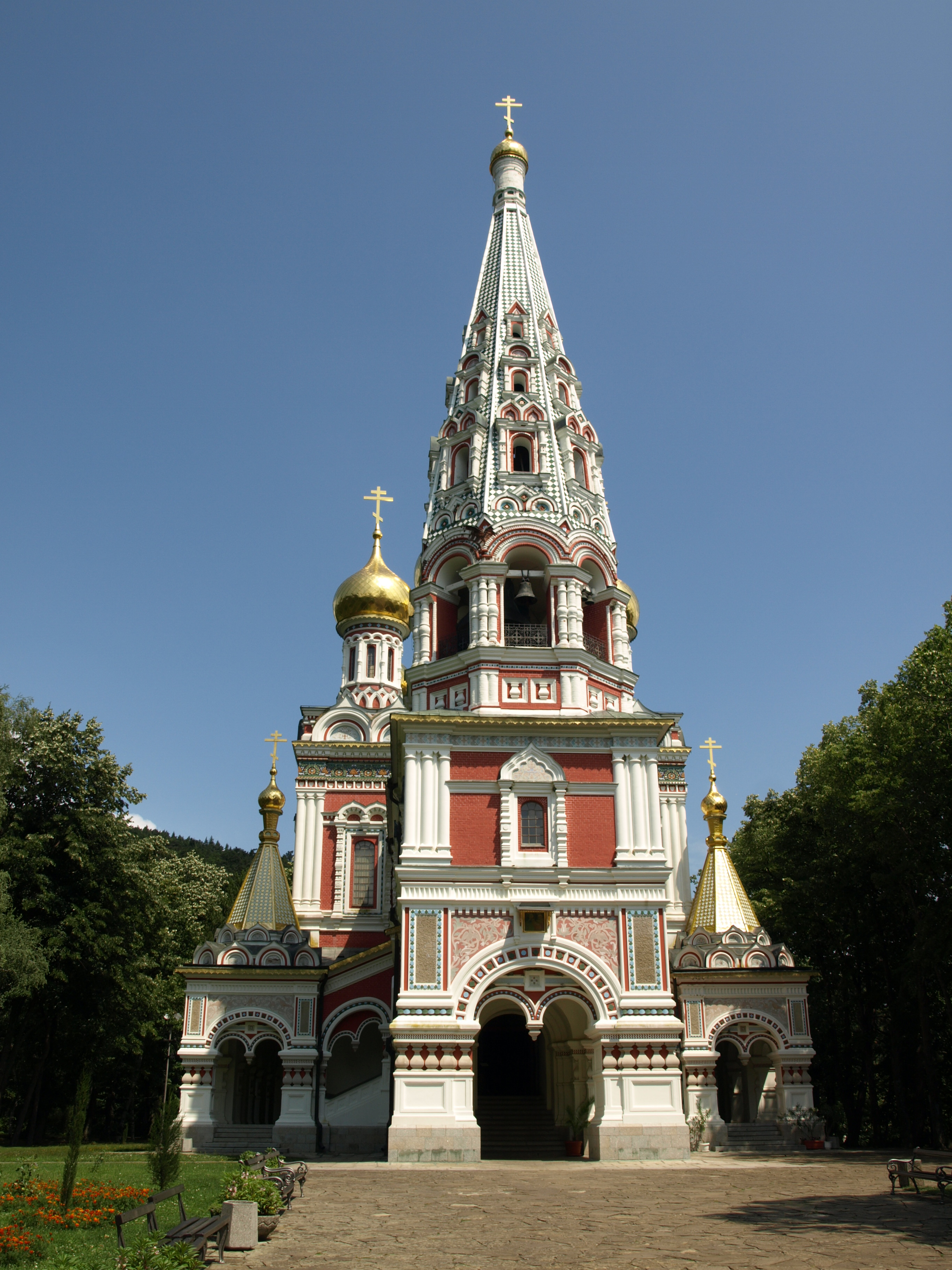
Klosterkirche »Christi Geburt« (2008)

Das Kloster Schipka »Christi Geburt« (bulgarisch Шипченски манастир »Рождество Христово«) ist ein Mönchskloster im geistlichen Bezirk Kasanlăk der Diözese Stara Sagora der Bulgarisch-Orthodoxen Kirche. Es wurde zwischen 1885 und 1902 zum Gedächtnis an die russischen und bulgarischen Gefallenen
der siegreichen Schlacht am Schipkapass im Russisch-Osmanischen Krieg (1877/78) errichtet.

## Lage
Es liegt ca. 12 km nordwestlich der Stadt Kasanlăk (Казанлък) in der Oblast Stara Sagora. Es befindet sich am Südhang des Balkan-Gebirges unmittelbar am nordwestlichen Rand der Stadt Schipka (Шипка).

## Geschichte
Die Initiative zur Errichtung der Gedenkstätte ging von Olga Nikolajewna Skobelewa (Ольга Николаевна Скобелева) und Graf Nikolai Pawlowitsch Ignatjew (Николай Павлович Игнатьев) aus. Olga Nikolajewna Skobelewa war die Mutter des russischen Generalmajors Michail Dmitrijewitsch Skobelew. Graf Ignatjew amtierte bis 1877 als russischer Botschafter in Konstantinopel. 1880 riefen die Initiatoren ein Komitee für den Bau einer Gedächtniskirche ins Leben. Den Vorsitz übernahm Graf Ignatjew. Das Komitee entschied, die Kirche in der Nähe des Schipkapasses zu errichten.
Erste Aufgabe des Komitees war die Einwerbung von Spenden. Im Laufe eines Jahres kamen rund 700.000 Goldrubel zusammen. Die Spenden stammten von Zar Alexander II., von russischen militärischen und zivilen Organisation sowie Einzelpersonen aus Russland und Bulgarien. Das damalige Dorf Schipka steuerte das Bauland oberhalb des Ortes als Schenkung bei. 1881 wurde ein Architekturwettbewerb für die Gedächtniskirche und das Kloster ausgeschrieben. Der Entwurf des tschechisch-russischen Architekten Antonij Osipowitsch Tomischko (Антоний Осипович Томишко) erhielt dabei den ersten Preis.
Da das Dorf Schipka in Ostrumelien lag, musste vor Baubeginn die Zustimmung der Hohen Pforte eingeholt werden. Aufgrund politischer Intrigen und bürokratischer Formalismen dauerte es zwei Jahre, bis Sultan Abdülhamid II. einen Ferman mit der Baugenehmigung erließ. 1885 wurde mit den Erdarbeiten begonnen. Am 6. September 1885 erfolgte die Vereinigung Ostrumeliens mit dem Fürstentum Bulgarien. Der russische Zar Alexander III. lehnte jedoch Fürst Alexander I. als Oberhaupt eines geeinten Bulgariens ab und die Beziehungen zwischen Russland und Bulgarien verschlechterten sich zunehmend. Die Bauarbeiten kamen daher bis zur Wahl Ferdinands von Sachsen-Coburg-Koháry zum Fürsten im Jahre 1897 zum Erliegen.
Danach wurden die Arbeiten unter Leitung des russischen Professors für Architektur Alexander Nikanorowitsch Pomeranzew (Александр Никанорович Померанцев) wieder aufgenommen. Der ebenfalls aus Russland stammende Architekt Alexander N. Smirnow (Александр Н. Смирнов) hatte die Bauaufsicht inne. An der Realisierung des Projekts wirkten Maurer und Zimmerleute aus Russland, Steinmetze aus Italien und viele lokale Handwerker mit. Am 15. Septemberjul. / 28. September 1902greg. erfolgte die Weihe der Gedächtniskirche »Christi Geburt« durch den Metropoliten Methodi von Stara Sagora. Das Kloster wurde am 27. Septemberjul. / 10. Oktober 1902greg., zum 25. Jahrestag der Schlacht am Schipkapass, durch Graf Ignatjew eröffnet. Die Bulgarische Orthodoxe Kirche übergab das Kloster anschließend an die Russisch-Orthodoxe Kirche. Das Areal der Gedächtniskirche als auch des Klosters Schipka wurde daraufhin zu einer russischen Exklave.
1918 erließ die Regierung Sowjetrusslands das Dekret „Über die Trennung von Kirche und Staat und Schule und Kirche“. Damit gingen die Eigentumsrechte der Kirche an Grund und Boden sowie den Baulichkeiten an den Staat über. Mit Unterzeichnung eines diplomatischen Protokolls zwischen der Sowjetunion und dem Zarentum Bulgarien am 23. Juli 1934 in Istanbul wurde das Kloster Schipka an Bulgarien übergeben. Im darauffolgenden Jahr ging das Objekt in das Eigentum der Bulgarisch-Orthodoxen Kirche über. 1944 wurde dieser Eigentumsübergang vom Patriarchen von Moskau und Russland anerkannt.
In der Volksrepublik Bulgarien änderten sich die Eigentumsverhältnisse des Klosters Schipka erneut. Kirche und Kloster wurden zunächst dem Verteidigungsministerium (Министерство на отбраната) überantwortet. Dieses trat sie später an das Ministerium für Kultur (Министерство на културата) ab. 1967 schlossen die Volksrepublik Bulgarien und die Bulgarisch-Orthodoxe Kirche ein Übereinkommen über die gemeinsame Verwaltung und Pflege der Gedächtniskirche. Mit einem im Staatsanzeiger (Държавен Вестник, Dărshawen Westnik) Jahrgang 1970, № 33 veröffentlichten Dekret des Ministerrats erhielt der Komplex den Status eines historischen Kulturdenkmals von nationaler Bedeutung. Die Kirche wurde später, als Museumsobjekt, in das Historisch-architektonische Reservat „Schipka-Busludsha“ (Историко-архитектурния Резерват „Шипка-Бузлуджа“) integriert. Für die Feierlichkeiten zum 125. Jahrestag der Befreiung Bulgariens von der osmanischen Fremdherrschaft am 3. März 2003 wurde die Kirche durch die Baltische Baugesellschaft (Балтийска строителна компания) restauriert. Daran erinnert eine an der Kirche angebrachte Marmorplatte. An diesem Tag wurde die Gedächtniskirche vom bulgarischen Präsidenten Georgi Părwanow (Георги Първанов) zusammen mit dem russischen Präsidenten Wladimir Putin (Владимир Путин) besucht.
Am 25. Dezember 2004 feierte Metropolit Galaktion von Stara Sagora in der Gedächtniskirche die Heilige Liturgie. Zwei Tage später wurde der Klosterkomplex mit Erlass № 1034 des Ministerrats der Republik Bulgarien an die Bulgarische Orthodoxe Kirche restituiert. Wenige Monate später, am 2. März 2005 konnte Metropolit Galaktion dort die erste Weihe eines Mönchspriesters vornehmen.

## Kunst und Architektur

### Klosteranlage

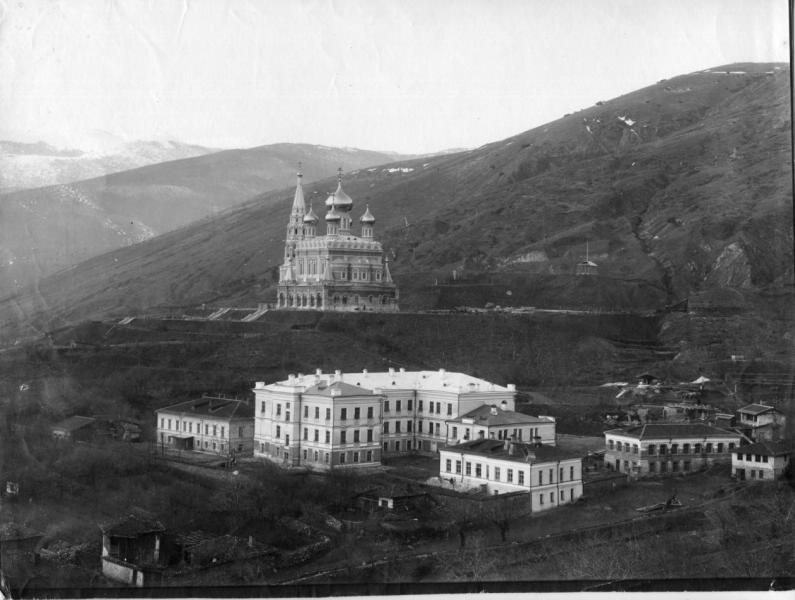
Kloster und Gedächtniskirche (1903)

Das Kloster umfasst die Gedächtniskirche und den sich südwestlich anschließenden Klosterkomplex. Letzterer hat die Form eines Dreiecks und besteht aus dem Wohngebäude der Mönche, einer Unterkunft für Pilger, einer Herberge, einem theologischen Seminar sowie verschiedenen Nebengebäuden. Das Seminar stellt mit drei Geschossen das höchste Gebäude der Anlage dar.

### Gedächtniskirche »Christi Geburt«
Die Gedächtniskirche (Храм-паметник »Рождество Христово«) ist vom Typus her eine Kreuzkuppelkirche mit einem quadratischen Gemeinderaum (Naos) und drei, nach Osten ausgerichteten Apsidien. Ihr Stil folgt der Tradition der Jaroslawer Kirchenarchitektur des 17. Jahrhunderts. Das Gebäude ist außen in Rot und Weiß gehalten. Über dem Gemeinderaum erhebt sich auf einem zylinderförmigen Tambour die Zentralkuppel. Sie wird von vier Nebenkuppeln über den Eckräumen begleitet, die ebenfalls jeweils auf Tambouren ruhen. Alle Kuppeln sind in Zwiebelform ausgeführt und vergoldet. Der Kuppelabschluss wird durch eine vergoldete Kugel mit einem orthodoxen Dreibalkenkreuz gebildet. Im Westen schließt sich dem Gemeinderaum eine quadratische innere Vorhalle (Esonarthex) an. Diese ist schmäler und etwas niedriger als der Kirchenraum gehalten. Über dem Haupteingang erhebt sich, von drei Bögen gestützt, der 53,35 m hohe Glockenturm. Er ist spitz zulaufend und mit einer kleinen Zwiebelkuppel über einem Tambour gekrönt. Sein Geläut umfasst 17 Glocken mit einer Gesamtmasse von 30 Tonnen. Die größte von ihnen hat eine Masse von 11.643 kg und war ein persönliches Geschenk des russischen Zaren Nikolaus II. Das Metall stammt von verschossenen Patronenhülsen. An der Nord- und Südseite ist der Naos von einer äußeren Vorhalle (Exonarthex) umrahmt. Das Kirchengebäude ist von einem Park umgeben.

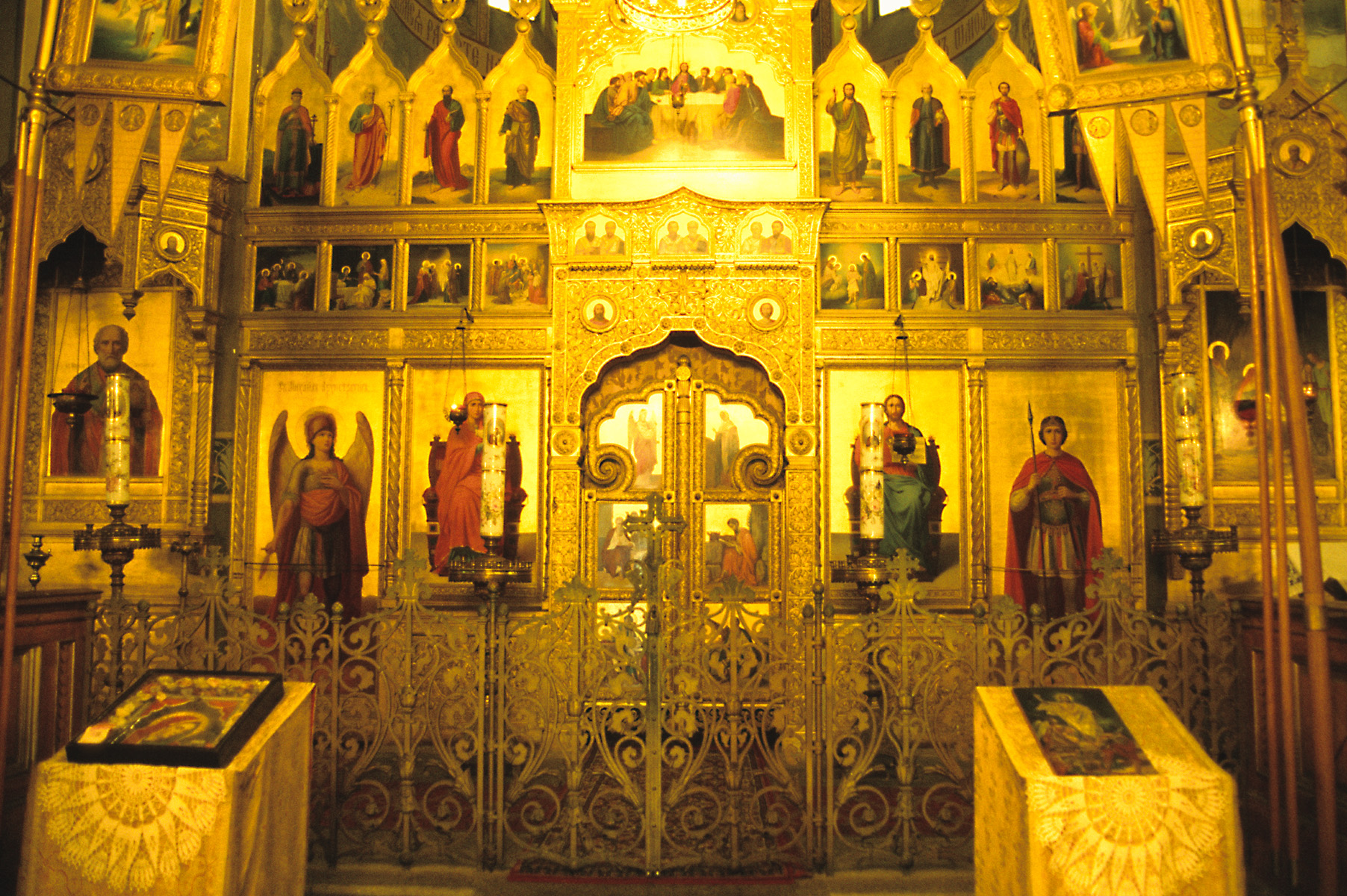
Ikonostas (2005)

Der kunstvolle Ikonostas wurde in St. Petersburg gefertigt. Er besteht aus Lindenholz. Das Schnitzwerk ist reich vergoldet. Durch seine Tätigkeit als Botschafter in Konstantinopel verfügte Graf Ignatjew über eine jahrelange Verbindung zum russischen Kloster des Hl. Pantaleon auf dem Berg Athos. Der Auftrag zur Fertigung der Ikonen wurde daher 1899 an dieses Kloster vergeben. Auf besonderen Wunsch Graf Ignatjews reisten Mönche nach Schipka, um die Ikonen vor Ort zu malen. Vermutlich sind ein Teil der Ikonen Werke des Mönchspriesters Pawel, des Leiters der Ikonenmalerwerkstatt im Kloster des Hl. Pantaleon.

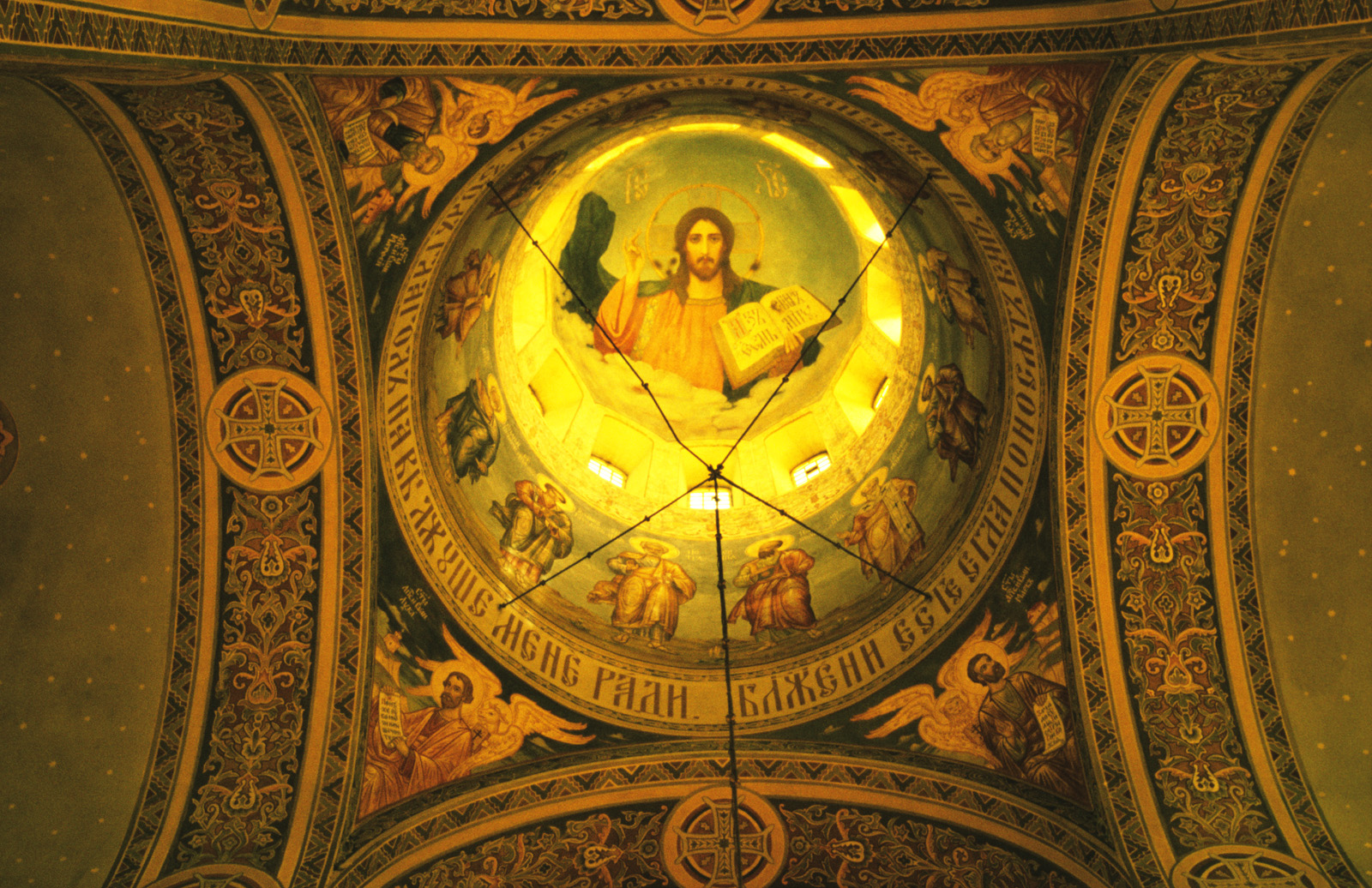
Fresko Christus Pantokrator in der Zentralkuppel (2005)

Das Kircheninnere ist mit Fresken ausgeschmückt. Die Wandmalereien wurden 1902 durch die Künstler Grigori Grigorjewitsch Mjassojedow (Григорий Григорьевич Мясоедов) und Anton Mitow (Антон Митов) begonnen. Bemerkenswert ist das 1904 von Mjassojedow ausgeführte Fresko „Christus Pantokrator“ in der Zentralkuppel. Im Balkankrieg 1912 kam es zur Einstellung der Arbeiten. Diese wurden erst 1957–59 durch eine Arbeitsgruppe unter der Leitung des bulgarischen Professors Nikolaj Ewgeniew Rostowzew (Николай Евгениев Ростовцев) abgeschlossen. Die Fresken an der Nordwand des Gemeinderaums zeigen Szenen aus den Leben der Heiligen Kiril und Methodi und ihrer Schüler. An der südlichen Wand stehen ihnen Bilder von Heiligen der Russisch-Orthodoxen Kirche gegenüber, u. a. dem Hl. Metropoliten Michail von Kiew. Auf der Westwand ist die Schlacht auf dem Kulikowo Pole dargestellt, die der Hl. Dimitri Donskoi 1380 gegen die Goldene Horde schlug. Über dem Südportal der Kirche befindet sich eine Szene aus der Schlacht an der Newa des Hl. Alexander Newski gegen die Schweden im Jahre 1240.
Die Krypta wurde 1914 vom bulgarischen Architekten Kamen Petkow gestaltet. Sie umfasst eine Kapelle mit Ikonostas. Unter 17 Grabplatten ruhen die sterblichen Überreste unbekannter Soldaten. Über sie wacht eine Statue einer Pietà. In der Kirche als auch im Exonarthex sind insgesamt 34 Marmorplatten angebracht. Auf ihnen sind die Namen der in den Schlachten am Schipkapass gefallenen russischen Offiziere sowie die Anzahl an gefallenen Mannschaften sowie bulgarischen Freischärlern vermerkt.

## Patronatsfest
Das Patronatsfest des Klosters ist der erste Weihnachtsfeiertag.